# Чофу
Чофу (рум. Ciofu) — село в Теленештском районе Молдавии. Наряду с сёлами Згардешты и Бондаревка входит в состав коммуны Згардешты.

## География
Село расположено на высоте 148 метров над уровнем моря.

## Население
По данным переписи населения 2004 года, в селе Чофу проживает 22 человека (11 мужчина, 11 женщина).
Этнический состав села:
| Национальность | Число жителей | Процентный состав |
| -------------- | ------------- | ----------------- |
| молдаване      | 22            | 100.0             |
| Всего          | 22            | 100%              |